# RJ-25
RJ-25 (6P6C) (ang. Registered Jack – type 25) – sześciokrotny wtyk telefoniczny z sześcioma stykami przeznaczony do podłączenia 3 linii telefonicznych. Wymiarami nie różni się od RJ-11 lub RJ-14, posiada za to dodatkowe skrajne dwa styki. Wtyk jest zbliżony wyglądem do RJ-12, ale sygnały noszą inną nazwę i mają inne znaczenie – styk nr 1 jest ujemny, a nr 6 dodatni. Oznaczenie RJ odnosi się do typu i rozmiaru wtyku, a następująca po tych literach liczba określa liczbę pinów i rodzaj sygnałów. Więcej informacji znajduje się na stronie opisu wtyku RJ-11 jako najczęściej spotykanego z tego typoszeregu.